# Unearthed (album, E.S. Posthumus)
Unearthed je první album skupiny E.S. Posthumus. Všechny skladby na tomto albu jsou pojmenované po prastarých, zapomenutých, nebo zničených městech a často se objevují v OST, například ve filmech Spider-Man, Pán prstenů: Dvě věže, Matrix Reloaded, Team America, Piráti z Karibiku: Prokletí Černé perly nebo v seriálech Top Gear, či Odložené případy.

## Seznam skladeb
1. Antissa – 5:12
2. Tikal – 3:47
3. Harappa – 4:36
4. Ulaid – 5:10
5. Ebla – 6:09
6. Nara – 4:51
7. Cuzco – 4:02
8. Nineveh – 3:42
9. Lepcis Magna – 3:28
10. Menouthis – 3:56
11. Estremoz – 5:06
12. Pompeii – 3:40
13. Isfahan – 4:35

## Sestava
- Franz Vonlichten
- Helmut Vonlichten